# Теодор Анагност
Теодор Анагност, наричан още Лектор (на гръцки: Θεόδωρος Αναγνώστης; на латински: Theodorus Lector; Theodoros Anagnostes; † преди 550), e византийски църковен историк.
За живота на Теодор Анагност не се знае нищо, освен че е работил като четец (лектор) в църквата „Света София“ в Константинопол.
Теодор Анагност е автор на т.нар. Historia Tripartita, която представлявала извлечение от църковните историци Сократ, Созомен и Теодорит Кирски. Освен на Historia Tripartita Анагност е автор и на „Църковна история“ (Historia Ecclesiastica) в 4 книги, която обхващала събитията от 439 до 527 г. От това негово съчинение са запазени само фрагменти под формата на извлечение, направено от неизвестен автор от началото на VIII век. Църковната история на Анганост обаче е служила като извор за някои хорнисти от по-късни времена, главно Теофан, и е била включена в съчиненията на Никифор Калист, който е живял и творил през XIV век.